# Lekkoatletyka na Letnich Igrzyskach Olimpijskich 1964 – pchnięcie kulą mężczyzn
Pchnięcie kulą mężczyzn podczas XVIII Letnich Igrzysk Olimpijskich w Tokio rozegrano 17 października 1964 (kwalifikacje i finał) na Stadionie Olimpijskim w Tokio. Zwycięzcą został Amerykanin Dallas Long, brązowy medalista na igrzyskach olimpijskich w Rzymie, który ustanowił w finale rekord olimpijski pchnięciem na odległość 20,33 m.

## Rekordy

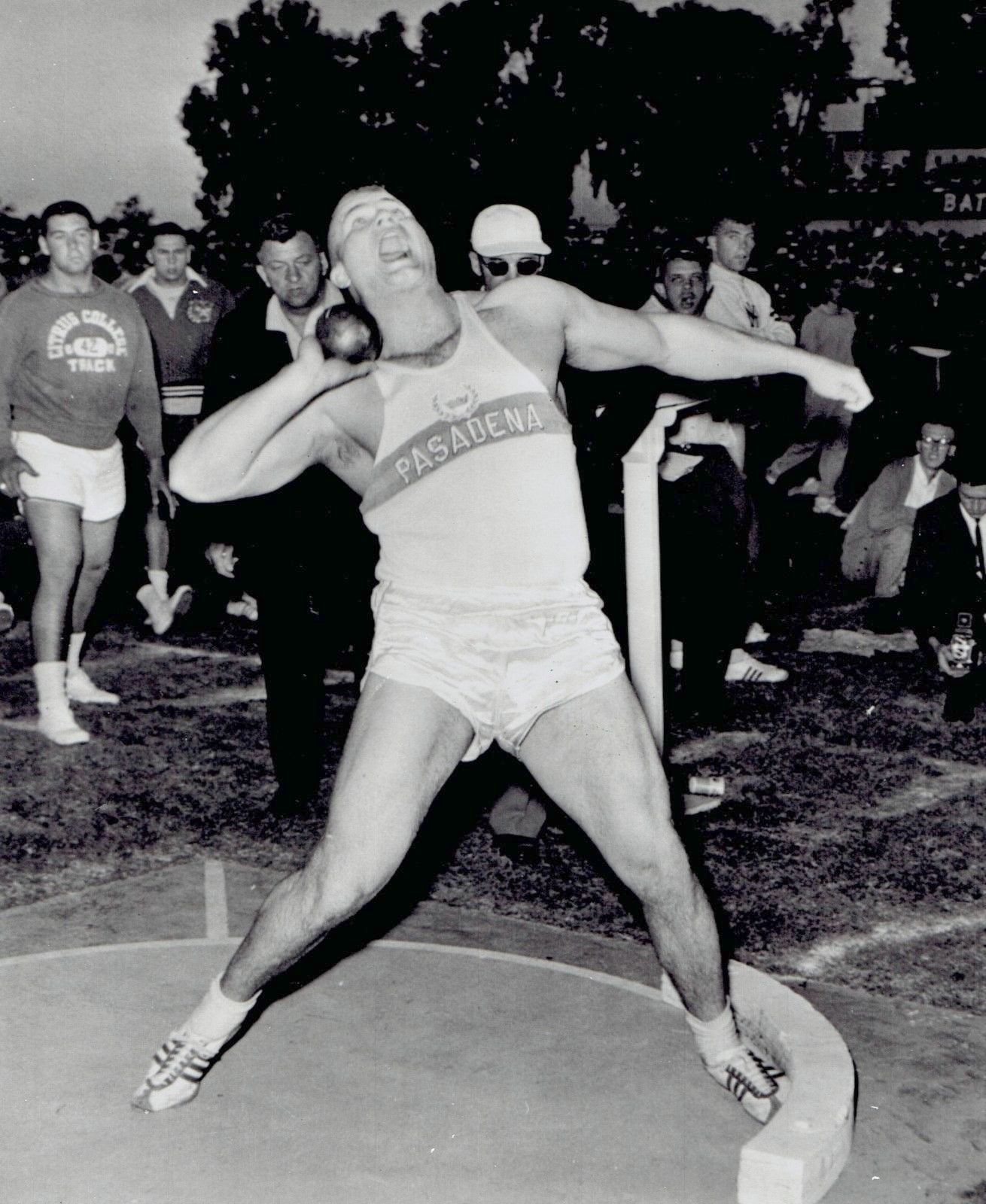
Dallas Long

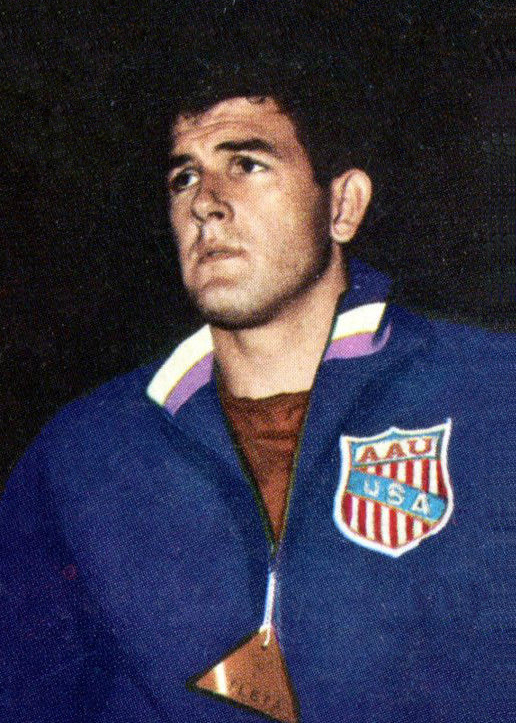
Randy Matson

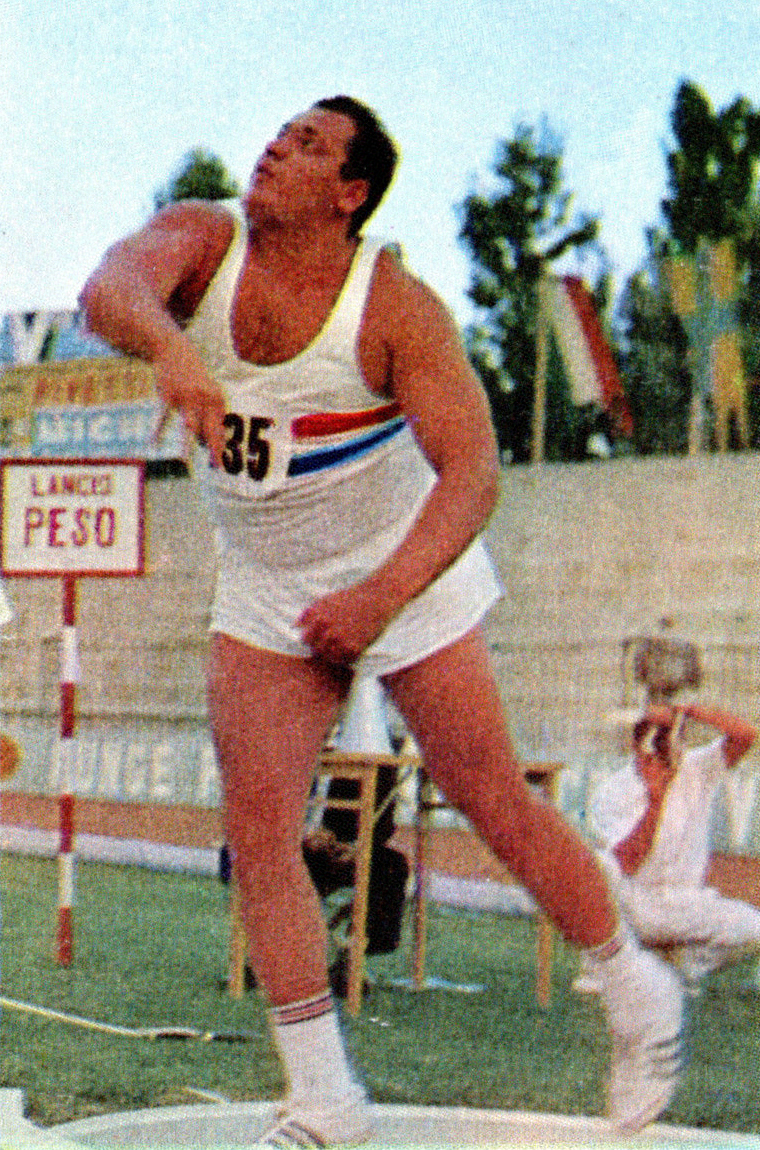
Vilmos Varjú

|                   | zawodnik    | narodowość        | wynik | data                  | miejsce     |
| ----------------- | ----------- | ----------------- | ----- | --------------------- | ----------- |
| Rekord świata     | Dallas Long | Stany Zjednoczone | 20,68 | 25 lipca 1964(dts)    | Los Angeles |
| Rekord olimpijski | Bill Nieder | Stany Zjednoczone | 19,68 | 31 sierpnia 1960(dts) | Rzym        |

## Wyniki
| Poz. - pozycja |
| – rekord świata \| – rekord krajowy \| – rekord życiowy \| = – wyrównany rekord życiowy \| · – najlepszy wynik w sezonie \| = – wyrównany najlepszy wynik w sezonie \| – rekord olimpijski |
| DNF – nie ukończył \| DNS – nie wystartował \| DSQ – zdyskwalifikowany \| NM – Brak zaliczonej odległości                                                                                  |

### Kwalifikacje
Do finału awansowali zawodnicy, którzy osiągnęli minimum 17,80 m, względnie 12 najlepszych (gdyby mniej niż 12 zawodników osiągnęło minimum).
| Poz. | Zawodnik             | Reprezentacja            | #1    | #2    | #3    | Rezultat | Uwagi |
| ---- | -------------------- | ------------------------ | ----- | ----- | ----- | -------- | ----- |
| 1.   | Dallas Long          | Stany Zjednoczone        | 19,51 | –     | –     | 19,51    | Q     |
| 2.   | Randy Matson         | Stany Zjednoczone        | 18,92 | –     | –     | 18,92    | Q     |
| 3.   | Wiktor Lipsnis       | ZSRR                     | 18,90 | –     | –     | 18,90    | Q     |
| 4.   | Vilmos Varjú         | Węgry                    | 18,26 | –     | –     | 18,26    | Q     |
| 5.   | Zsigmond Nagy        | Węgry                    | 18,14 | –     | –     | 18,14    | Q     |
| 6.   | Georgios Tsakanikas  | Grecja                   | 17,72 | 17,25 | 18,05 | 18,05    | Q     |
| 7.   | Władysław Komar      | Polska                   | 18,05 | –     | –     | 18,05    | Q     |
| 7.   | Les Mills            | Nowa Zelandia            | 18,05 | –     | –     | 18,05    | Q     |
| 9.   | Rudolf Langer        | Niemcy                   | 17,90 | –     | –     | 17,90    | Q     |
| 10.  | Adolfas Varanauskas  | ZSRR                     | 17,86 | –     | –     | 17,86    | Q     |
| 11.  | Parry O’Brien        | Stany Zjednoczone        | 17,84 | –     | –     | 17,84'   | Q     |
| 12.  | Nikołaj Karasiow     | ZSRR                     | 17,83 | –     | –     | 17,83'   | Q     |
| 13.  | Dieter Hoffmann      | Niemcy                   | 17,45 | x     | 17,82 | 17,82    | Q     |
| 14.  | Heinfried Birlenbach | Niemcy                   | 17,10 | 16,79 | 17,77 | 17,77    |       |
| 15.  | Alfred Sosgórnik     | Polska                   | x     | 17,75 | x     | 17,75    |       |
| 16.  | Martyn Lucking       | Wielka Brytania          | x     | x     | 17,67 | 17,67    |       |
| 17.  | Silvano Meconi       | Włochy                   | 17,29 | 17,20 | x     | 17,29    |       |
| 18.  | Lahcen Samsam Akka   | Maroko                   | x     | 17,24 | x     | 17,24    |       |
| 19.  | Mike Lindsay         | Wielka Brytania          | 16,77 | 16,70 | 17,23 | 17,23    |       |
| 20.  | Denis Ségui Kragbé   | Wybrzeże Kości Słoniowej | 16,20 | 16,59 | 16,38 | 16,59    |       |
| 21.  | Teruo Itokawa        | Japonia                  | 15,73 | 15,84 | 15,56 | 15,84    |       |
| 22.  | Im Ho-geun           | Korea Południowa         | 13,47 | 13,64 | 13,37 | 13,64    |       |

### Finał
| Poz. | Zawodnik            | Reprezentacja     | Próby | Próby | Próby | Próby | Próby | Próby | Wynik | Uwagi |
| Poz. | Zawodnik            | Reprezentacja     | 1     | 2     | 3     | 4     | 5     | 6     | Wynik | Uwagi |
| ---- | ------------------- | ----------------- | ----- | ----- | ----- | ----- | ----- | ----- | ----- | ----- |
| 1.   | Dallas Long         | Stany Zjednoczone | 19,61 | 19,55 | 19,34 | 20,33 | 19,09 | x     | 20,33 | [ 1 ] |
| 2.   | Randy Matson        | Stany Zjednoczone | 18,53 | 19,29 | 19,58 | 20,20 | x     | 19,62 | 20,20 |       |
| 3.   | Vilmos Varjú        | Węgry             | 19,23 | x     | 19,39 | 19,29 | 18,97 | 19,25 | 19,39 |       |
| 4.   | Parry O’Brien       | Stany Zjednoczone | 18,95 | 18,86 | 19,20 | 18,32 | 18,62 | 18,84 | 19,20 |       |
| 5.   | Zsigmond Nagy       | Węgry             | 18,77 | x     | 18,70 | 18,43 | x     | 18,88 | 18,88 |       |
| 6.   | Nikołaj Karasiow    | ZSRR              | 18,86 | 18,26 | x     | 18,14 | 17,98 | 18,18 | 18,86 |       |
| 7.   | Les Mills           | Nowa Zelandia     | 18,19 | 18,50 | 18,52 | –     | –     | –     | 18,52 |       |
| 8.   | Adolfas Varanauskas | ZSRR              | x     | 18,30 | 18,41 | –     | –     | –     | 18,41 |       |
| 9.   | Władysław Komar     | Polska            | 18,20 | x     | x     | –     | –     | –     | 18,20 |       |
| 10.  | Wiktor Lipsnis      | ZSRR              | 17,45 | 17,86 | 18,11 | –     | –     | –     | 18,11 |       |
| 11.  | Rudolf Langer       | Niemcy            | 17,29 | 16,90 | x     | –     | –     | –     | 17,29 |       |
| 12.  | Dieter Hoffmann     | Niemcy            | x     | x     | 17,11 | –     | –     | –     | 17,11 |       |
| 13.  | Georgios Tsakanikas | Grecja            | 16,87 | x     | 16,38 | –     | –     | –     | 16,87 |       |